# Експрес Токіо — Монтана
«Експрес Токіо — Монтана» (англ. The Tokyo-Montana Express) — роман Річарда Бротіґана. Складається з 131 розділу, які є оповіданнями, написаними Бротіґаном між 1976 і 1978 роками, в період, коли він ділив свій час між Японією та своїм ранчо в Монтані. Коментар на початку книги пояснює, що розділи є «станціями» вздовж колії експреса Токіо — Монтана, а «Я» є голосом кожної з цих станцій.
Підписане видання (всього 350 копій) вийшло у видавництві «Targ Editions» 1979 року, а 1980 року побачило світ перше масове видання.